# Frederic Kipping
Frederic Stanley Kipping (16 août 1863 - 1er mai 1949) est un chimiste britannique. Il mène une grande partie du travail de pionnier sur les polymères de silicium et invente le terme silicone.

## Biographie
Il est né à Salford, Lancashire, Angleterre, le fils de James Kipping, un fonctionnaire de la Banque d'Angleterre, et de Julia Du Val, une fille du peintre Charles Allen Du Val (en). Il fait ses études à la Manchester Grammar School avant de s'inscrire en 1879 à l'Owens College (aujourd'hui l'Université de Manchester) pour un diplôme externe de l'Université de Londres. Après avoir travaillé pour la compagnie de gaz locale pendant une courte période, il se rend en 1886 en Allemagne pour travailler sous William Henry Perkin Jr. dans les laboratoires d'Adolf von Baeyer à l'Université de Munich.
De retour en Angleterre, il prend un poste de démonstrateur pour Perkin, qui a été nommé professeur au Heriot-Watt College d'Édimbourg. En 1890, Kipping est nommé démonstrateur en chef en chimie pour le City and Guilds of London Institute, où il travaille pour le chimiste Henry Edward Armstrong. En 1897, il part à l'University College de Nottingham en tant que professeur du département de chimie et devient le premier professeur de chimie Sir Jesse Boot nouvellement doté à l'université en 1928. Il y reste jusqu'à sa retraite en 1936.

## Réalisations
Kipping entreprend une grande partie du travail de pionnier dans le développement de polymères de silicium (silicones) à Nottingham. Il est le pionnier de l'étude des composés organiques du silicium (organosilicium) et invente le terme silicone. Ses recherches constituent la base du développement mondial des industries du caoutchouc synthétique et des lubrifiants à base de silicone . Il co-écrit, avec Perkin, un manuel standard sur la chimie organique (Chimie organique, Perkin et Kipping, 1899).
Il reçoit la médaille Longstaff (aujourd'hui prix Longstaff) de la Chemistry Society (aujourd'hui Royal Society of Chemistry) en 1909.
Il est élu membre de la Royal Society en juin 1897,. Il reçoit leur médaille Davy en 1918 et prononce leur conférence Bakerian en 1936 et reçoit une médaille Royal Society Bakerian la même année.

## Famille
Il prend sa retraite en 1936 et meurt à Criccieth, au Pays de Galles. Il épouse Lilian Holland en 1888, l'une des trois sœurs et ses deux beaux-frères sont eux-mêmes d'éminents scientifiques : Arthur Lapworth et William Henry Perkin Jr. Il a quatre enfants dont Cyril Henry Stanley qui devient un célèbre joueur d'échecs et directeur de Wednesbury Boys School et Frederick Barry, qui est également éminent en chimie et édite ensuite le manuel de chimie organique de son père.